# كريج فيربراس
كريج فيربراس (بالإنجليزية: Craig Fairbrass)‏ هو ممثل بريطاني، ولد في 15 يناير 1964 في المملكة المتحدة.

## أعمال

### أفلام
- (1993) نهاية مشوقة[4][5][6]
- (2008) المهمة المصرفية[7]
- (2008) فار كراي[8]

## وصلات خارجية
- كريج فيربراس على موقع IMDb (الإنجليزية)
- كريج فيربراس على موقع ألو سيني (الفرنسية)
- كريج فيربراس على موقع أول موفي (الإنجليزية)
- كريج فيربراس على موقع قاعدة بيانات الأفلام السويدية (السويدية)
- كريج فيربراس على موقع قاعدة بيانات الفيلم (الإنجليزية)
- كريج فيربراس على موقع كينوبويسك (الروسية)